# Servicio Nacional de Cereales
El Servicio Nacional de Cereales (SNC) fue un organismo estatal español dependiente del Ministerio de Agricultura, creado en febrero de 1968 como resultado de la transformación del Servicio Nacional del Trigo, organismo que a su vez se había constituido en 1937 en Burgos. En 1971 fue sustituido por el Servicio Nacional de Productos Agrarios (SENPA).
El objetivo de este organismo era la ordenación de la producción, compra y distribución de los cereales mediante una red de silos. A este fin los cultivadores debían declarar y vender a dicho organismo la cosecha disponible para vender a los precios fijados por la administración. Para la financiación el SNC disponía de un convenio con la banca privada, pues esta descontaba los pagarés con los que el SNC abonaba a los agricultores, pagarés que eran redescontables al Banco de España.